# Неурон
Нервне ћелије (неурони) имају улогу проводника (кондуктора) надражаја од рецептора до ЦНС-а, од ЦНС-а до одговарајућих ћелија и органа (ефектори) који ће одреаговати на надражај, и улогу преноса и складиштења информација у нервном систему. То су високодиференциране ћелије које немају способност дељења (изузетак су мирисни неурони који се код човека обнављају свака два месеца).

## Морфологија неурона
Неурони се састоје од:
- тела (soma) или перикариона (од гр. peri = око; karyon = једро) са кога полазе
- две врсте наставака (неурита): 
  - дендрити (од грч. dendron = дрво) и
  - аксон (од грч. axon = осовина) или неурит, нервно влакно.

Дендрити су кратки, разгранати наставци који надражај доводе до тела неурона. Број дендрита може бити мањи или већи или могу и потпуно да одсуствују. Они се даље могу гранати и на огранцима се уочавају бројни дендритски трнићи. 
Аксон (грч. axon=осовина) или неурит (нервно влакно) је непаран наставак који се налази само на крају грана. Аксон надражај одводи од тела неурона ка следећем неурону. 
Са свим деловима нервне ћелије, дакле телом, дендритима и аксоном успостављају везу многобројни како неурони тако и наставци глијалних ћелија па се сви ти наставци заједно називају неуропила (од гр. pilos= сваљана вуна, филц).

## Тело неурона
Тело неурона (сома, перикарион) представља метаболички центар нервне ћелије. У њему се налази једро са израженим једарцетом. 
У грануларној цитоплазми налазе се бројне органеле неопходне за интензивну метаболичку активност неурона - рибозоми, ендоплазмин ретикулум, Голџијев апарат, митохондрије и елементи цитоскелета.
Након бојења базним хистолошким бојама, у цитоплазми се уочавају бројне грануле, чија величина и број зависе од физиолошке активности неурона. Те базофилне структуре су ендоплазмини ретикулуми, који се у нервним ћелијама називају Нислова телашца. У телу нервне ћелије уочавају се бројне митохондрије у којима се одвија интензиван оксидативни метаболизам неурона. У цитоплазми се уочавају и бројни лизозоми, органеле специјализоване за разградњу истрошеног унутарћелијског материјала.
Примарни лизозом садржи хидролитичке ензиме који разграђују истрошени ћелијски материјал. Када се примарни лизозом споји са фагозомом - „кесицом“ која садржи материјал који треба да се разгради - настаје секундарни лизозом. Део материјала у секундарном лизозому, и након деловања хидролитичких ензима, остаје неразграђен. Овакав лизозом са неразградљивим ћелијским материјалом назива се терцијарни лизозом.
Код ћелија других типова терцијарни лизозоми ретко се уочавају, јер ћелије имају одређени животни век, што значи да током живота ћелије умиру и замењују се новонасталим ћелијама. Међутим, нервне ћелије се не деле током живота јединке и не замењују се новим нервним ћелијама, па се терцијарни лизозоми нагомилавају у неуронима током живота, формирајући сложене ламеларне структуре - липофусцинске грануле. Будући да су број и величина липофусцинских гранула у директној корелацији са старошћу неурона (и организма), ове грануле се називају пигмент старења.
Тело је проширени део нервне ћелије који може бити различитог облика. Нисловом методом обоје се тела нервних ћелија у којима се уочавају:
- крупно, централно, светло (еухроматско) једро у коме је јако обојено једарце;
- јако обојена Нислова тела, сложене групације гранула, цевчица, везикула која у ствари одговарају скупинама храпавог ендоплазматичног ретикулума и полирибозома; највише их има у телима моторних неурона;
- елементи цитоскелета: микротубуле, микрофиламенти и неурофиламенти (интермедијарни филаменти који се налазе само у нервним ћелијама);

На основу тог бојења могуће је установити број, величину, облик као и распоред тела неурона и ћелија глије.

### Величина тела
Величина тела неурона креће се у микроскопским размерама. Пречник тела патуљастих неурона, какви су нпр. зрнасти неурони коре малог мозга човека је 7-8 μm. Дивовски неурони, као што су Пуркињеове ћелије у кори малог мозга човека, имају пречник од 120 - 150 μm. Између ових, према величини крајњих, могу се описати неурони који су мали, средње велики и велики.

### Облик тела
Сматра се да се према морфологији (облику) тела може разликовати чак неколико стотина неурона, међу којима се могу издвојити:
- зрнасти (грануларни) неурони који имају мало, округло тело са тамним крупним једром и танким периферним слојем цитоплазме па личе на зрнце; образују зрнасте слојеве у кори великог и малог мозга човека;
- пирамидни неурони чија су тела троугласта, слична пирамиди; граде пирамидалне слојеве у кори великог мозга човека;
- вретенасти неурони са издуженим телима облика вретена какви су нпр. неурони шестог слоја коре великог мозга човека
- звездасти неурони и др.

### Међусобни распоред тела неурона
Тела неурона могу бити распоређена тако да образују структуре:
- у централном нервном систему су то:
  -     - једра (nuclei) представљају групације тела неурона са сличним цитолошким особинама и чији аксони имају заједничку путању, функцију и циљно место; познати примери који су видљиви и голим оком јесу црвено и црно једро (nucleus ruber, nucleus niger) средњег мозга човека и многи други у осталим деловима мозга;

  - слојеви (laminae, strata) када су неурони распоређени у виду танких плоча; ако су те плоче наслагане једна на другу онда је у питању слојевита (ламинарна) грађа; слојеви могу градити кору (cortex) као што је то случај у великом мозгу (cortex cerebri) и малом мозгу (cortex cerebelli);
- изван ЦНС-а су ганглије и то два типа:
  - спиналне ганглије
  - вегетативне (аутономне) ганглије

### Функције тела неурона
Када је откривена структура и састав Нислових тела постало је јасно да су тела нервних ћелија центри метаболичких активности којима се испуњава трофичка функција тела у односу на дендрите и аксоне. У њима се одвијају процеси синтезе свих битних протеина који регулишу процесе не само у телу већ и у наставцима који са њега полазе.

## Дендрити
Дендрити су кратки и разгранати протоплазматични наставци који се пружају око ћелијског тела. Гране дендрита, према близини у односу на ћелијско тело, могу бити примарне, секундарне и терцијалне. Подручје које покривају сви огранци једног дендрита назива се дендритска зона. Дендрити су по правилу тањи од аксона, а њихов пречник се смањује идући према терминалним гранањима. Код многих неурона, на површини најситнијих дендритских грана налазе се испупчења печуркастог облика, трнолики израштаји, који су прекривени бројним синаптичким завршецима других ћелија. Стога, дендрити са трноликим израштајима представљају главни пријемни регион нервне ћелије. Трнолики израштаји одувек су фасцинирали неуробиологе, од када их је, 1888. године, први пут описао Рамон Кахал. Данас је познато да број дендритских грана и трноликих израштаја зависе од квалитета средине у којој се човек развија, како у детињству, тако и током живота.
Изражене структурне промене на дендритима - неуобичајено дуги и танки дендрити са малим бројем трноликих израштаја - откривени су на неуронима особа која испољавају заостајање у когнитивном развоју.
Имају функцију примања надражаја који долазе од других неурона и њиховом провођењу ка телу нервне ћелије. У цитоплазми дендрита налазе се:
- бројне микротубуле,
- мало неурофиламената,
- актинских филамената највише у пределу дендритских трнића,
- рибозоми, полирибозоми
- митохондрије.

Остварују бројне синапсе. Као рецептори, сензитивни завршеци, примају различите врсте осећаја: бол, топлоту, додир, укус, мирис, звук итд.

## Аксон
Нервне ћелије по правилу поседују једно нервно влакно или аксон. Изузетак представљају амакрине ћелије мрежњаче, које поред бројних дендрита немају ни један аксон, као и псеудоуниполарни неурони, који поседују један аксон који се на самом почетку грана на два огранка. Дужина аксона код различитих типова неурона, варира од мање од милиметра до преко једног метра, а пречник аксона од 0.3 μm до око 25 μm код човека.  
Сам почетак аксона, место где аксон започиње пружајући се од ћелијског тела, нешто је дебљи од остатка аксона и назива се  аксонски брежуљак. Код већине аксона, аксонски брежуљак има улогу зоне у којој настају акциони потенцијали, па се назива и иницијални сегмент аксона (изузтетак од овог правила представљају поменути псеудоуниполарни неурони, који имају улогу сензитивних неурона). На самом крају, нервно влакно се грана на већи број протоплазматичних кончића са задебљалим крајевима. То су синаптичка проширења. Аксон, између аксонског брежуљка и синаптичког проширења има константан дијаметар, што је важна одлика аксона, од значаја за његова електрична и надражљива својства. Тај део аксона назива се прави аксон (axon proper). Синаптичко проширење нервног влакна је главни предајни део нервне ћелије, јер тим делом нерва ћелија остварује контакт са другом ћелијом. У синаптичком проширењу налазе се синаптичке везикуле са неуротрансмитером, који посредује у комуникацији нервне ћелије са другим ћелијама.  
С обзиром на то да се целокупан генетички материјал и органеле на којима се одвија синтеза протеина налазе у телу неурона, протеинске компоненте које остварују своју улогу у удаљеним деловима аксона, на пример, на његовом дисталном крају, транспортују се до тог места унутарћелијским аксонским транспортом. Уколико се прекине проток материјала од ћелијског тела дуж аксона, део аксона који се налази иза оштећења дегенерише. Аксонски транспорт одвија се захваљујући посебним елементима цитоскелета – микротубулама. Транспорт дуж аксона, од ћелијског тела према синаптичком проширењу назива се антероградни транспорт, док се транспорт у супротном смеру, од синаптичког проширења до ћелијског тела, назива ретроградни транспорт. 
Транспорт материјала дуж аксона одвија се и различитом брзином. Примера ради, неке ћелијске компоненте путују брзином од 250 до 400 mm/дан, док се неки материјали транспортују знатно спорије, брзином од око 1 mm/дан. Стога се аксонски транспорт дели на брзи и спори. Брзи аксонски транспорт одвија се и антероградно и ретроградно; многе ћелијске компоненте, на пример митохондрије, путују дуж аксона брзим антероградним транспортом, а истрошене се враћају истом брзином. Спори транспорт одвија само антероградно; наиме, ћелијске компоненте које путују спорим антероградним транспортом никада се не уочавају у ретроградној компоненти транспорта, што значи да када стигну на одредиште и обаве своју функцију, тамо се и разграђују.  
Са тела неурона полази са подручја које се назива аксонски брежуљак јер се уочава као благо уздигнуће, блеђе боје које не садржи органеле укључене у процесе синтезе, као што су храпави ендоплазматични ретикулум, Голџијев апарат, полирибозоми. Поред аксонског брежуљка, на аксону је могуће разликовати:
- колатерале, гране које се одвајају под правим углом бочно у нивоу Ранвијерових чворова; оне се могу гранати тако да свака од огранака ступа у везу са неким другим неуроном;
- телодендрија (telodendria), гранати завршни део аксона; свака од грана телодендрије представља завршава се синаптичким пупољком.

Аксон кичмењака може бити кратак (код већине његова дужина је око 5 μm) или код крупних животиња значајно дужи, као код нпр. плавог кита његова дужина износи до 10 m. Кратки аксони се гранају у непосредној околини тела неурона и карактеристични су за уметнуте неуроне (интернеуроне). Дугачки аксони се завршавају у удаљеном подручју сиве масе преносећи сигнале из једног дела мозга у други. Такви аксони могу бити:
- аферентни (доносећи), који доносе сигнал (надражај) у неки део мозга;
- еферентни (односећи) који сигнал из једног дела односи у други део мозга.

(Уобичајено је да се појмови аферентно и еферентно изједначе са појмовима сензитивно и моторно па су зато аферентни аксони, аксони сензитивних путева, а еферентни су аксони моторних путева.)
Аксон који се налази ван нервних центара је обавијен омотачем названим мијелински омотач, који је присутан код кичмењака док је код бескичмењака релативно редак. Тај омотач даје влакнима белу боју, док нервна влакна са мало мијелина изгледају сиво. Мијелински омотач у ПНС-у образују Шванове ћелије, а у ЦНС-у га образују олигодендроцити. Омотач се образује од сегмената између којих су прекиди названи Ранвијеова сужења. Плазма мембрана која обавија аксон назива се аксолема, а унутрашњост је аксоплазма.

### Мијелински омотач
Мијелински омотач је липидима богата (масна) супстанца која окружује аксоне нервних ћелија („жице“ нервног система) да би их изоловала и повећала брзину којом се електрични импулси (названи акциони потенцијали) преносе дуж аксона. Мијелински аксон се може упоредити са електричном жицом с изолационим материјалом (мијелином) око њега. Међутим, за разлику од пластичног омотача на електричној жици, мијелин не формира један дуги омотач по целој дужини аксона. Уместо тога, мијелин покрива нерв у сегментима: генерално, сваки аксон је обавијен вишеструким дугим мијелинизованим деловима са кратким празнинама између, које су назване Ранвијеова сужења.
Већина аксона кичмењака окружена је овојницом која се назива мијелински омотач.  Мијелински омотач није производ нервних ћелија, већ њега формирају друге специјализоване ћелије. У централном нервном систему мијелин формирају олигодендроцити, док аксоне перферног нервног система формирају специјализоване ћелије Шванове ћелије. Мијелински омотач је материјал веома богат липидима (мастима) и садржи само 10% протеина. Он представља неку врсту електричне изолације аксона (слично изолацији на електричним жицама) што значајно доприноси бржем провођењу акционих потенцијала.
Мијелински омотач се не обавија континуално цео аксон;  на правилним растојањима дуж аксона, делови аксона остају огољени, односно, непрекривени мијелинском овојницом и та огољена места су у директном контакту са ванћелијском течношћу. Делови аксона који нису обложени мијелином називају се нодуси или Ранвијеова сужења,  док се делови аксона обложени мијелинским омотачем називају интернодуси. Наизменичан распоред нодуса и интенодуса настаје услед тога што ћелије која образују мијелин, облажу увек по један кратак сегмент аксона.

## Физиологија неурона
Нервне ћелије у оквиру нервног система, ма колико изгледале просторно удаљене, не функционишу одвојено и независно. Оне су увек морфолошки и функционално повезане што обезбеђује нормално функционисање свих делова нервног система.

## Врсте неурона

### Подела према броју наставака
Неурони се према броју наставака који полазе са тела деле на: 
1. Униполарни неурони имају само један наставак и то аксон, док дендрити не постоје; налазе се у слузокожи чула мириса кичмењака.
2. Биполарни имају два наставка дендрит и аксон и има их у спиналној ганглији кичмењака.
3. Мултиполарни имају већи број дендрита и један аксон; налазе се у ЦНС-у кичмењака.
4. Псеудополарни

Постоје неурони који се не могу сврстати ни у једну од претходно наведених типова као што су:
- неурони у спиналним ганглијама који имају само један наставак, аксон па би их требало прикључити униполарним, али тај аксон се грана у два огранка; њих можемо одредити као лажно униполарне (псеудоуниполарни)
- анаксонски немају аксоне већ дендрити поред аферентне имају и еферентну улогу; тако амакрине ћелије које граде мрежњачу и немају аксон већ само већи број дендрита.

### Подела према облику и величини
Облик тела  нервних ћелија такође веома варира код различитих типова неурона. Ћелијско тело може бити лоптастог облика (на пример, грануларне ћелије коре малог мозга), крушкастог облика (Пуркиње неурони малог мозга), троугластог облика (пирамидни неурони коре предњег мозга), корпастог облика, (корпасти неурони малог и предњег мозга), а може бити спљоштено (хоризонталне ћелије коре и мрежњаче), лампасто (лампасти неурони коре) и слично. Овај тип класификације користан је за цитолошку идентификацију неурона у различитим деловима мозга.
Када је реч о величини ћелијског тела и ту постоје велике разлике. Неке нервне ћелије имају мало ћелијско тело, дијаметра од око 6-8 μм. Такав је случај са грануларним ћелијама малог мозга. Супротно томе, мотонеурони кичмене мождине и неки специјализовани неурони коре предњег мозга спадају у најкрупније нервне ћелије, са дијаметром и до 100 μм.

### Класификација на основу дендрита
Изглед и сложеност дендритског гранања такође могу послужити као основ идентификације неурона. У  кори предњег мозга налазе се, поред већ поменутих пирамидних неурона и неурони крушкастог облика ћелијског тела. Упркос разликама у облику ћелијског тела, код ова два типа неурона уочава се сличан аранжман дендрита око ћелијског тела. Оба типа неурона неурон, уз аксон, поседују један вршни (апикални) дендрит и већи број базалних дендрита.  Апикални дендрит полази са врха ћелијског тела и грана се неколико пута, док базални дендрити полазе са основе пирамидалног тела неурона и екстензивно се гранају.

### Класификација на основу неуротрансмитера
Нервне ћелије могу се класификовати и на основу неуротрансмитера који садрже у својим синаптичким везикулама. Свака нервна ћелија остварује између 5 000 и 10 000 синаптичких контаката са другим ћелијама, а пренос сигнала на синапси одвија се посредством хемијских медијатора, неуротрансмитера. Начелно се сматра да  једна нервна ћелија користи само један и увек исти неуротрансмитер у својој синаптичкој комуникацији са другим ћелијама.

### Према правцу преношења надражаја
Разликују се три врсте неурона: 
- сензитивни,
- моторни и
- асоцијативни.

Сензитивни неурони (аферентни) преносе надражај од рецептора до одговарајућих центара у ЦНС-у, а моторни (еферентни) преносе надражај од центара у ЦНС-у до ефектора. Асоцијативни неурони (уметнути) се налазе у ЦНС-у и преносе надражај од сензитивних ка моторним неуронима.

## Мембрански и акциони потенцијал
Поред чулне и мишићне ћелије и нервна ћелија има способност надражљивости. Надражљивост је способност ћелије да на одређени надражај (стимулус) одреагује променом свог мембранског потенцијала. Када је ћелија у стању мировања тај мембрански потенцијал се назива потенцијал мировања. 
Стимулацијом мембране неурона долази прво до деполаризације која када достигне критични ниво настаје акциони потенцијал који се даље преноси дуж нервног влакна по закону све или ништа који говори о томе да:
- сви стимулуси чија је јачина већа од пражног стимулуса изазивају стварање акционог потенцијала, док они испод прага не стварају акциони потенцијал
- се акциони потенцијал преноси без опадања што значи је увек исте амплитуде и трајања.

### Синапсе
Информација у облику акционог потенцијала се са једне на другу нервну ћелију или са нервне на мишићну ћелију преноси кроз специјализоване међућелијске везе комуникацијског типа, синапсе.
Према томе који делови неурона ступају у међусобне везе разликује се неколико типова синапси:
- аксо-дендритске, успостављају се између аксона једне и дендрита друге нервне ћелије;
- аксо-соматске, када је синапса између аксона једне и тела друге нервне ћелије;
- дендро-дендритске успостављају се између дендрита две нервне ћелије;
- аксо-аксоналне у којима су аксони два неурона у међусобној вези;
- тело-дендритске, тело једне и дендрити друге нервне ћелије;

### Рефлексни лук
Пут који надражај пређе од рецептора сензитивним неуроном до нервног центра у ЦНС-у, а затим моторним неуроном до ефектора (радног органа) назива се рефлексни лук.

## Еволуција неурона
Еволуција нервних ћелија везана је за еволуцију вишећелијских животиња. Током еволуције животиња долази до:
- повећања броја нервних ћелија
- усложњавања грађе неурона и самог нервног система.

У најједноставнијем облику нервног система, какав се среће код жарњака, сензитивни неурони истовремени и примају и проводе надражаје до епитело-мишићних ћелија (ефектора). Такви, првобитни неурони су униполарне ћелије јер је њихово тело на површини организма у контакту са спољашњом средином, а цитоплазматични наставак, нервно влакно се пружа до ефектора.
Сложенији стадијум у еволуцији представља развој бројних нервних ћелије које успостављају контакте - синапсе. Тако долази до тога да сензитивни неурон предаје надражај моторном неурону који тај надражај преноси до већег броја ефектора. Ако се између сензитивног и моторног неурона уметне и трећи, асоцијативни неурон, онда је реч о тзв. тронеуронском начину преношења надражаја. Неурони се распоређују тако да формирају прво једноставне, а затим све сложеније рефлексне лукове.
Код већине бескичмењака сензитивни неурони имају функције:
- примања дражи (примарне чулне ћелије) и
- провођења надражаја (чулно-нервне ћелије).

Код кичмењака долази до диференцијације тако да:
- посебне ћелије примају дражи (секундарне чулне ћелије)
- сензитивни неурони само повезују рецепторе са ЦНС-ом.

## Неурони у мозгу
Број неурона у мозгу драматично варира од врсте до врсте. У човеку се процењује 10–20 милијарди неурона у можданом кортексу и 55–70 милијарди неурона у малом мозгу. Супротно томе, нематодни црв Caenorhabditis elegans има само 302 неурона, што га чини идеалним моделом организма, јер су научници могли да мапирају све његове неуроне. Воћна мушица Drosophila melanogaster, честа тема у биолошким експериментима, има око 100.000 неурона и показује мноштво сложених понашања. Многа својства неурона, од типа неуротрансмитера који се користе до састава јонских канала, одржавају се међу врстама, омогућавајући научницима да проучавају процесе који се јављају у сложенијим организмима у много једноставнијим експерименталним системима.

## Принцип "Све или ништа"
Проводљивост нервних импулса пример је одговора на све или не. Другим речима, ако неурон уопште реагује, онда мора одговорити у потпуности. Већи интензитет стимулације, попут светлије слике / гласнијег звука, не производи јачи сигнал, али може повећати учесталост пуцања. Рецептори на различите начине реагују на стимулусе. Полако прилагођавајући се или тонички рецептори реагују на стални стимулус и производе сталну брзину пуцања. 
Тонички рецептори најчешће реагују на повећани интензитет стимулуса повећавањем фреквенције пуцања, обично као функција снаге стимулуса која се црта према импулсима у секунди. Ово се може упоредити са унутрашњим својством светлости где већи интензитет одређене фреквенције (боје) захтева више фотона, јер фотони не могу да постану „јачи“ за одређену фреквенцију.
Остали типови рецептора укључују брзо прилагођавајуће или фазне рецепторе, где се пуцање смањује или зауставља сталним стимулусом; примери укључују кожу која на додир узрокује пожар неурона, али ако предмет одржи равномерни притисак, неурони престају да пуцају. Неурони коже и мишића који реагују на притисак и вибрације имају помоћне структуре за филтрирање које помажу у њиховој функцији.
Пачинијско тело је једна таква структура. Има концентричне слојеве попут лука, који се формирају око аксонског терминала. Када се изврши притисак и деформише тело, механички стимулус се преноси на аксон који пуца. Ако је притисак стабилан, подражај престаје; тако, типично ови неурони реагују привременом деполаризацијом током почетне деформације и поново када се притисак уклони, што доводи до тога да тело поново мења облик. Остале врсте адаптације су важне за проширење функције бројних других неурона.

## Неурогенеза
Неурони се рађају кроз процес неурогенезе, у којем се нервне матичне ћелије деле, дајући диференциране неуроне. Једном када се формирају потпуно диференцирани неурони, они више нису способни за митозу. Неурогенеза се првенствено јавља у ембриону већине организама.
Неурогенеза се може јавити у мозгу одраслих кичмењака, што је 1999. довело до контроверзе. Касније студије старости људских неурона сугеришу да се овај процес јавља само код мањине ћелија, а велика већина неурона који чине неокортексне облике пре рођења и опстаје без замене. У којој мери неурогенеза одраслих постоји код људи и њен допринос когницији су контроверзни, а сукобљени извештаји објављени у 2018. години.
Тело садржи разне врсте матичних ћелија које имају способност диференцијације у неуроне. Истраживачи су пронашли начин да трансформишу ћелије људске коже у нервне ћелије помоћу трансдиференцијације, у којој су „ћелије приморане да усвоје нове идентитете."
Током неурогенезе у мозгу сисара, матичне ћелије прелазе из пролиферативних у диференцијалне. Ова прогресија доводи до неурона и глија који насељавају кортикалне слојеве. Епигенетске модификације играју кључну улогу у регулисању експресије гена у диференцијацији неуронских матичних ћелија и пресудне су за одређивање судбине ћелија у мозгу сисара у развоју и одраслих сисара. Епигенетске модификације укључују метилацију ДНК цитозина да би се формирала 5-метилцитозин и 5-метилцитозин деметилација. Ове модификације су кључне за одређивање судбине ћелија у мозгу сисара у развоју и одраслих сисара. Метилација ДНК цитозина је катализована ДНК метилтрансферазама (ДНМТ). Деметилација метилцитозина је у неколико фаза катализована ензимима ТЕТ који спроводе оксидативне реакције (нпр. 5-метилцитозин до 5-хидроксиметилцитозин) и ензимима пута за поправак ексцизије базе ДНК (БЕР).
У различитим фазама развоја нервног система сисара, два процеса поправљања ДНК се користе у поправљању прелома дволанчана ДНК. Ови путеви су хомологна рекомбинациона поправка која се користи у пролиферирајућим неуронским прекурсорским ћелијама и нехомолошка завршена спајања која се користе углавном у каснијим развојним фазама.

## Нервна регенерација
Неурорегенерација се односи на поновни раст или обнављање нервних ткива, ћелија или ћелијских производа. Такви механизми могу укључивати стварање нових неурона, глија, аксона, мијелина или синапси. Неурорегенерација се разликује између периферног нервног система (ПНС) и централног нервног система (ЦНС) по функционалним механизмима који су укључени, посебно у обиму и брзини поправке. 
Када је аксон оштећен, дистални сегмент се подвргава валеровој дегенерацији, губећи мијелинску овојницу. Проксимални сегмент може или да умре апоптозом или да прође хроматолитичку реакцију, што је покушај поправљања. У ЦНС-у долази до синаптичког скидања док процеси глија нападају мртву синапсу.
Периферни аксони могу поново да расту ако су прекинути, али један неурон не може бити функционално замењен неким другим типом (Љинасов закон).
Повреде нервног система погађају преко 90.000 људи сваке године. Процењује се да само повреде кичмене мождине утичу на 10.000 сваке године. Као резултат ове високе учесталости неуролошких повреда, регенерација и обнављање нерва, потпоље инжењерства неуронског ткива, постаје брзо растуће поље посвећено откривању нових начина за опоравак функционалности нерва након повреде.
Нервни систем је подељен на два дела: централни нервни систем који се састоји од мозга и кичмене мождине и периферни нервни систем који се састоји од кранијалних и кичмених живаца заједно са њима повезаним ганглијама. Иако периферни нервни систем има унутрашњу способност поправљања и регенерације, централни нервни систем углавном није способан за самопоправку и регенерацију. Тренутно не постоји третман за опоравак функције људског нерва након повреде централног нервног система. Поред тога, вишеструки покушаји поновног раста нерва током ПНС-ЦНС транзиције нису били успешни. Једноставно нема довољно знања о регенерацији у централном нервном систему. Поред тога, иако периферни нервни систем има способност регенерације, још увек треба обавити многа истраживања како би се окружење оптимизовало за максималан потенцијал поновног раста. Неурорегенерација је клинички важна, јер је део патогенезе многих болести, укључујући мултиплу склерозу.
У нервном ткиву, било ЦНС-а било ПНС-а, нема изворних ћелија па томе и не постоји могућност да се оштећене или угинуле нервне ћелије надокнаде. Природно старење и пропадање неурона, који јесу дуговечне али нису вечне ћелије, у многим случајевима не доводи до битне промене у одржавању информативне мреже нервног система. То се постиже великом пластичношћу неурона која се огледа у промени дужине и правца пружања њихових наставака чиме се постиже:
- стварање нових синапси
- формирање нових дендрита
- надокнађивање аксона код кога је дошло до прекида (лезије).

Регенерација аксона у почетним фазама обухвата дегенерацију дела аксона који није у вези са телом неурона и деловање макрофага који отклањају остатке тог дела. Онај део који је остао у вези са телом неурона почиње да се грана и свака грана се издужује у правцу ефектора, али само једна од њих успоставља контакт са ефектором. Око те гране умножене Шванове ћелије образују мијелински омотач и тиме се завршено обнављање аксона. Процеси обнављања се не дешавају брзо, код човека могу трајати месецима и у периферном нервном систему нису увек успешни.

## Неурохистолошке методе
Електронска микроскопија, у комбинацији са другим методама, дала је главна сазнања о структури и функцији нервног ткива, али свакако треба се осврнути и на методе које су јој претходиле. Три основне методе за изучавање нервног ткива уведене су крајем 19. века значајно су допринеле сазнањима из ове области:
- Голџијева метода (Камило Голџи, Camillo Golgi, 1843-1926)
- Нислова метода (Франц Нисл, Franz Nissl, 1860-1919);
- Веигертова метода (Карл Веигерт, Carl Weigert, 1845-1904)

## Неуролошки поремећаји
Шаркот-Мари-Тут болест (ЦМТ) је хетерогени наследни поремећај живаца (неуропатија) који се карактерише губитком мишићног ткива и осећајем додира, углавном у стопалима и ногама који се протежу на руке и руке у поодмаклој фази. Тренутно неизлечива, ова болест је један од најчешћих наследних неуролошких поремећаја, са 36 на 100.000 оболелих.
Алцхајмерова болест (АД), је неуродегенеративна болест коју карактерише прогресивно когнитивно погоршање, заједно са опадајућим активностима свакодневног живота и неуропсихијатријским симптомима или променама понашања.Најупечатљивији рани симптом је губитак краткотрајног памћења (амнезија), који се обично манифестује као мањи заборав, који постаје све израженији са напредовањем болести, уз релативно очување старијих сећања. Како поремећај напредује, когнитивно (интелектуално) оштећење проширује се на домене језика (афазија), вешти покрети (апраксија) и препознавање (агнозија), а функције као што су доношење одлука и планирање постају оштећене.
Паркинсонова болест (ПД), дегенеративни је поремећај централног нервног система који често нарушава моторичке способности и говор. Паркинсонова болест припада групи стања која се називају поремећаји кретања. Карактерише је ригидност мишића, дрхтање, успоравање физичког кретања (брадикинезија) и у екстремним случајевима губитак физичког покрета (акинезија). Примарни симптоми су резултати смањене стимулације моторног кортекса базалним ганглијама, обично узроковане недовољним стварањем и деловањем допамина који се производи у допаминергичним неуронима мозга. Секундарни симптоми могу укључивати когнитивну дисфункцију високог нивоа и суптилне језичке проблеме. ПД је и хроничан и прогресиван.
Миастенија гравис је неуромускуларна болест која доводи до флуктуације мишићне слабости и умора током једноставних активности. Слабост је обично узрокована циркулишућим антителима која блокирају рецепторе ацетилхолина на пост-синаптичком неуромускуларном споју, инхибирајући стимулативни ефекат неуротрансмитера ацетилхолина. Мијастенија се лечи имуносупресивима, инхибиторима холинестеразе и, у одабраним случајевима, тимектомијом.

### Демијелинизација
Демијелинизација је губитак мијелинске овојнице која изолује нерве. Када се мијелин разгради, провођење сигнала дуж нерва може бити ослабљено или изгубљено, а нерв на крају увене. То доводи до одређених неуродегенеративних поремећаја попут мултипле склерозе и хроничне инфламаторне демијелинизирајуће полинеуропатије.

### Дегенерација аксона
Иако већина одговора на повреде укључује сигнал за прилив калцијума који поспешује поновно заптивање одсечених делова, аксонске повреде у почетку доводе до акутне дегенерације аксона, што је брзо одвајање проксималног и дисталног краја, које се јављају у року од 30 минута од повреде. Дегенерација следи са отицањем аксолеме и на крају доводи до формирања зрна. Грануларни распад аксонског цитоскелета и унутрашњих органела настаје након деградације аксолеме. 
Ране промене укључују акумулацију митохондрија у паранодалним регионима на месту повреде. Ендоплазматични ретикулум се разграђује, а митохондрији се надимају и на крају распадају. Распад зависи од протеаза убиквитина и калпаина (узрокованих приливом јона калцијума), што указује на то да је аксонска дегенерација активан процес који производи потпуну фрагментацију. Процес траје око 24 сата у ПНС-у и дуже у ЦНС-у. Сигнални путеви који воде до дегенерације аксолеме нису познати.

## Историја истраживања неурона
Место неурона као примарне функционалне јединице нервног система први пут је препознато крајем 19. века радом шпанског анатома Сантијаго Рамон и Кахал.
Да би структура појединих неурона била видљива, Рамон и Кахал је побољшао поступак бојења сребром који је развио Камило Голђи. Побољшани поступак укључује технику која се назива „двострука импрегнација“ и још увек се користи.
1888. године Рамон и Кахал објавио је чланак о птичјем малом мозгу. У овом раду је изјавио да не може да нађе доказе за анастомозу између аксона и дендрита и назвао је сваки нервни елемент „апсолутно аутономним кантоном“.Ово је постало познато као неуронска доктрина, једно од централних начела модерна неуронаука.
1891. немачки анатом Хајнрих Вилхелм Валдејер написао је изузетно утицајан приказ неуронске доктрине у којој је увео термин неурон да опише анатомску и физиолошку јединицу нервног система.
Сребрне мрље за импрегнацију корисна су метода за неуроанатомска испитивања, јер из непознатих разлога мрље само мали проценат ћелија у ткиву, излажући комплетну микро структуру појединачних неурона без много преклапања са другим ћелијама.

### Неуронска доктрина
Доктрина неурона је сада фундаментална идеја да су неурони основне структурне и функционалне јединице нервног система. Теорију је изнео Сантијаго Рамон и Кахал крајем 19. века. Сматрало је да су неурони дискретне ћелије (које нису повезане у мрежу), делујући као метаболички различите јединице.
Каснија открића довела су до усавршавања доктрине. На пример, глија ћелије, које се не сматрају неуронима, играју суштинску улогу у обради информација. Такође, електричне синапсе су чешће него што се раније мислило, које садрже директне, цитоплазматске везе између неурона. У ствари, неурони могу створити још чвршће спојеве: гигантски аксон лигње настаје фузијом више аксона.
Рамон и Кахал је такође постулирао "Закон динамичке поларизације", који каже да неурон прима сигнале на своје дендрите и тело ћелије и преноси их, као акционе потенцијале, дуж аксона у једном смеру: даље од ћелијског тела. Закон о динамичкој поларизацији има важне изузетке; дендрити могу служити као синаптичка излазна места неурона, а аксони могу примати синаптичке улазе.